# Dorstenia gigas
Dorstenia gigas là một loài thực vật có hoa trong họ Moraceae. Loài này được Schweinf. ex Balf.f. mô tả khoa học đầu tiên năm 1884.

## Hình ảnh

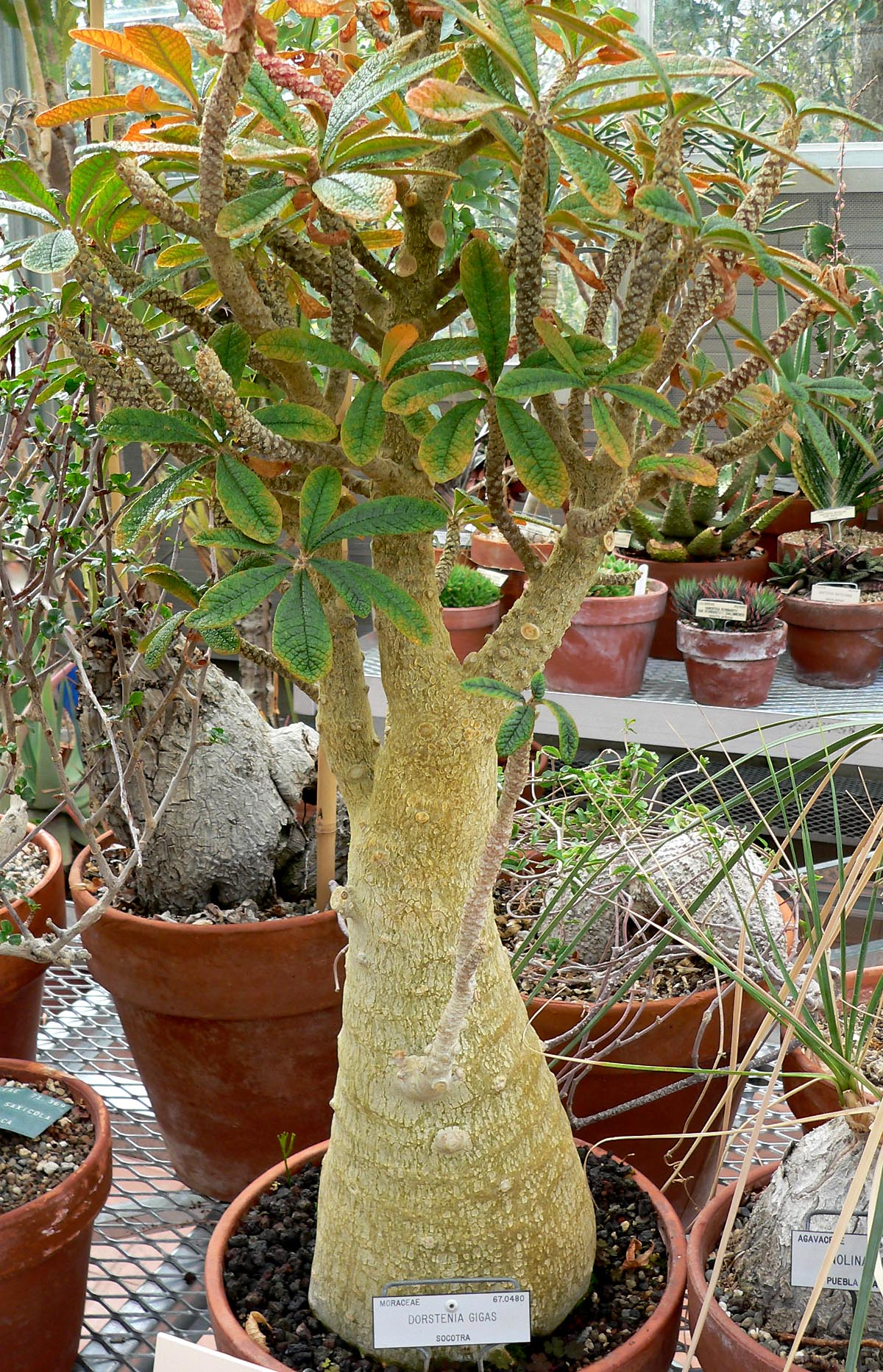
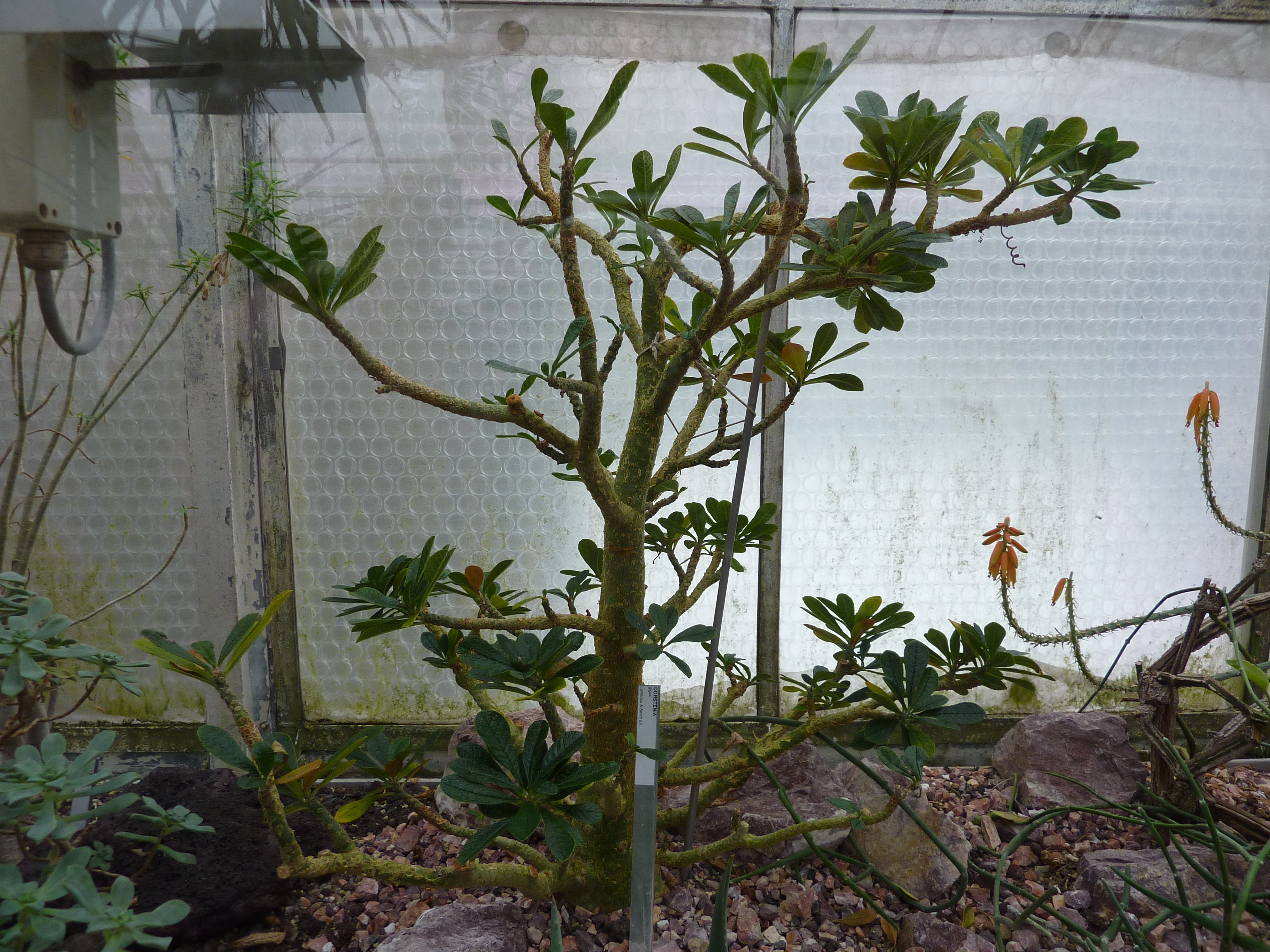
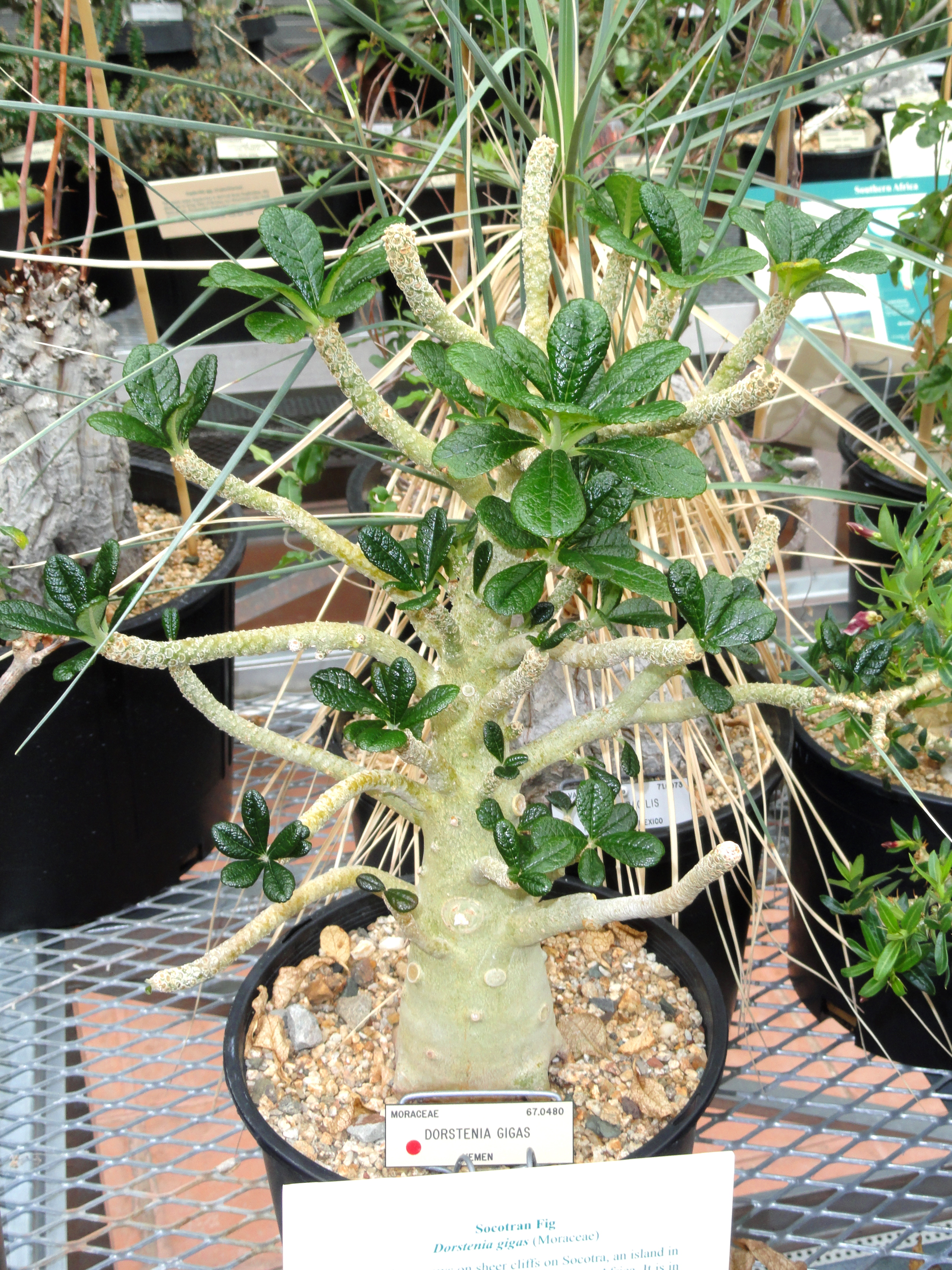
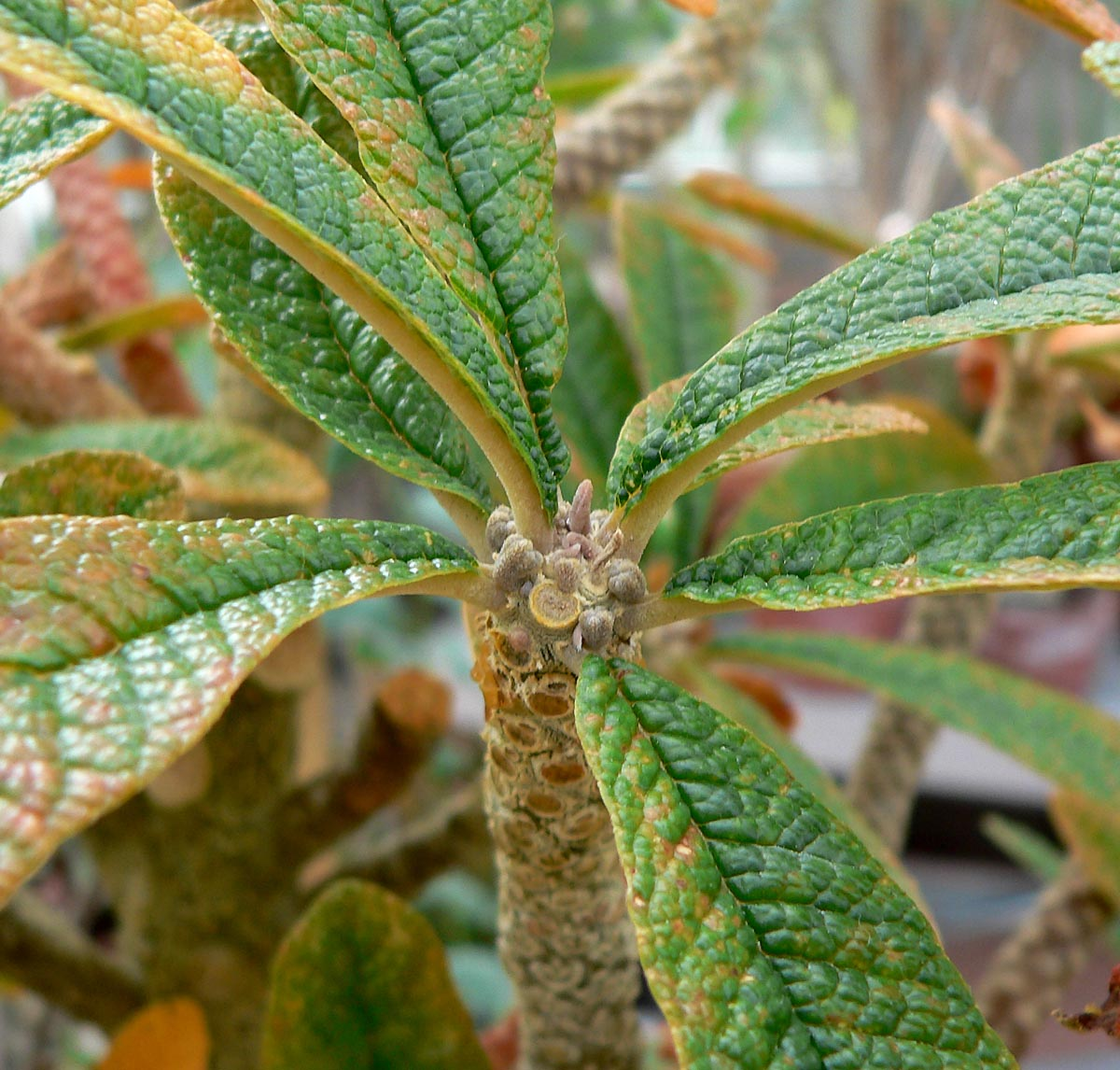